# Derxena coelivagata
Derxena coelivagata là một loài bướm đêm trong họ Geometridae.